# Kotar
Kotar là một thị xã và là một nagar panchayat của quận Satna thuộc bang Madhya Pradesh, Ấn Độ.

## Địa lý
Kotar có vị trí 24°43′B 80°59′Đ / 24,72°B 80,98°Đ Nó có độ cao trung bình là 298 mét (977 feet).

## Nhân khẩu
Theo điều tra dân số năm 2001 của Ấn Độ, Kotar có dân số 6863 người. Phái nam chiếm 51% tổng số dân và phái nữ chiếm 49%. Kotar có tỷ lệ 53% biết đọc biết viết, thấp hơn tỷ lệ trung bình toàn quốc là 59,5%: tỷ lệ cho phái nam là 66%, và tỷ lệ cho phái nữ là 40%. Tại Kotar, 18% dân số nhỏ hơn 6 tuổi.